# Acytolepis tymbria
Acytolepis tymbria är en fjärilsart som beskrevs av Hans Fruhstorfer 1921/22. Acytolepis tymbria ingår i släktet Acytolepis och familjen juvelvingar. Inga underarter finns listade i Catalogue of Life.